# Sparkassen-Erzgebirgsstadion
Sparkassen-Erzgebirgsstadion är en multifunktionell arena i Aue, Tyskland. Den används för närvarande mestadels för fotbollsmatcher och är hemmaarena för FC Erzgebirge Aue. Arenan har en kapacitet på 15 690 personer och byggdes 1950.

## Referenser

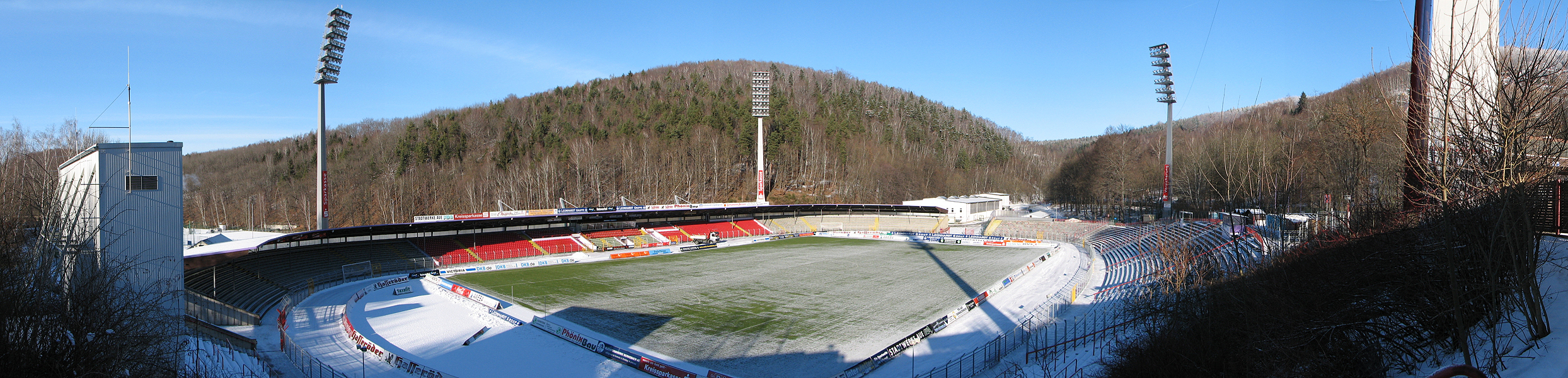
Arenan